# Felix Aboagye
Pour les articles homonymes, voir Aboagye.
Felix Ahmed Aboagye (né le 5 décembre 1975 à Kumasi au Ghana) est un joueur de football international ghanéen, qui évoluait au poste d'attaquant.

## Biographie

### Carrière en sélection
Avec l'équipe du Ghana, il joue 23 matchs (pour 10 buts inscrits) entre 1994 et 2000. Il figure notamment dans le groupe des sélectionnés lors des CAN de 1996 et de 1998.
Il participe également aux JO de 1996. Lors du tournoi olympique, il joue 4 matchs et atteint le stade des quarts de finale.